# Sacra Famiglia (Rapisardi)
La Sacra Famiglia è un dipinto a olio su tela conservato nella Chiesa Madre di Santa Maria di Licodia.

## Storia
La grande tela centellinate, d'arte neoclassica, fu commissionata per la chiesa del Santissimo Salvatore o Santissimo Crocifisso, probabilmente dalla Confraternita del Santissimo Sacramento curatrice della chiesa, al pittore catanese Giuseppe Rapisardi (1799-1853) (padre del più celebre Michele), per uno degli altari laterali della Chiesa. L'opera fu completata nel 1841, come si legge in basso a sinistra accanto alla firma dell'autore. Quando nel 1911, epoca in cui la chiesa del Santissimo Crocifisso fu unita alla ex chiesa monastica di San Giuseppe, già di Santa Maria, la tela fu collocata sopra l'altare maggiore, adornata da cornici intagliate del settecento, per conferirle maggiore dignità e valore.
Il suo stato di conservazione è ottimale e non ha mai subito manomissioni o restauri. Durante la seconda guerra mondiale una scheggia di un ordigno esploso sulla piazza, provocò un taglio sotto il piede della Madonna. In ricordo dell'evento e a memoria della particolare protezione impetrata sul paese, quel segno è stato lasciato.
L'opera, dalla sua centrale collocazione absidale domina la navata principale del tempio, accogliendo i fedeli.

## Descrizione e stile
Rapisardi ideò la scena sacra impostandola secondo gli schemi iconografici dell'arte neoclassica, seguendo il gusto vigente nella scuola pittorica catanese, infondendo nei personaggi un aspetto di aulico misticismo e profonda umanità. L'artista dipinse sei figure disponendoli sulla tela in maniera composta ed equilibrata.
Fulcro della composizione è il Bambino Gesù, adagiato quasi aggrappato al ginocchio e alla mano della Madre. La sua nudità raffigura l'intera rivelazione di Dio fatto uomo, in cui tutti i misteri di Dio vengono svelati e resi percepibili anche alla fragile umana natura. La visione della Croce che il cugino Giovanni Battista presagendo regge, vela di una leggera malinconia il volto del Divin Pargolo, che volge teneramente lo sguardo verso la Madonna. Essa, avvolta da un manto blu a figurare la sua umanità rivestita dalla divinità, è seduta su uno scanno, con il busto leggermente inclinato verso il Bambino che regge dolcemente per la schiena con la mano sinistra e quasi afferra invece con la destra per il braccio. Con il volto sereno guarda amorevolmente il Figlio. Il Libro Sacro chiuso è adagiato sul braccio di Maria e quasi sospinto dalla mano di Gesù. È in Lei infatti che le Sacre Scritture e le Profezie prendono forma concreta, grazie alla sua libera e completa adesione alla volontà di Dio. Il precursore e cugino Giovanni Battista, già abbigliato dagli indumenti eremitici che indosserà nel deserto, si inginocchia adorante davanti al Bambino Gesù per contemplare il mistero di Dio fatto uomo. Con la mano stringe la croce formata da due canne legate, che quasi sottrae alla vista del Signore. Le prime tre figure, dalla composizione piramidale, sono fortemente ispirate al dipinto di Raffaello la “Bella Giardiniera”.

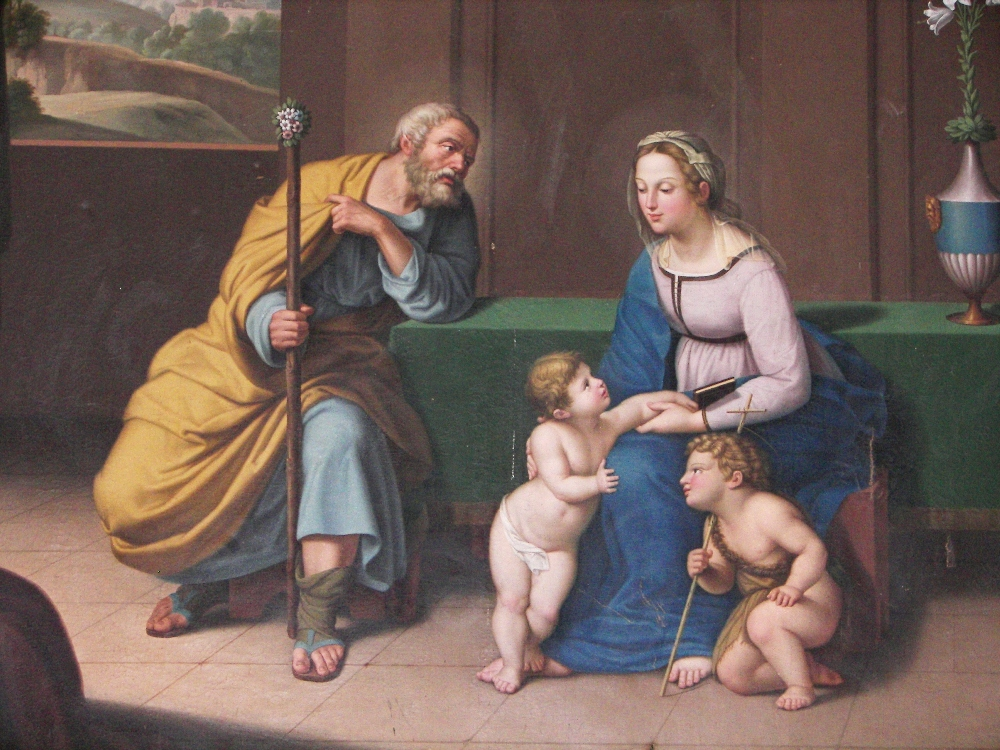
Particolare

Leggermente scostato da essi, come a sottolineare la completa estraneità al concepimento di Gesù, il Patriarca San Giuseppe contempla la bellezza della Sposa, mirando in Lei i misteri degli Inizi della Redenzione Divina a cui anche lui è stato reso partecipe. Il Custode del Redentore sembra quasi pronto ad inginocchiarsi di fronte al mistero di Dio fatto uomo. Il leggero isolamento della sua figura, rimanda alla sua evangelica muta obbedienza alla volontà di Dio, dettata dalla Giustizia del suo animo. In quanto capo della Famiglia, egli siede a capo del desco. L'ampio manto ocra si avviluppa sulla veste azzurra. Tali colori rappresentano la duplice natura di Cristo, Dio e uomo, e l'arduo compito di Giuseppe in quanto custode di Dio fatto uomo e della sua Madre. In posizione avanzata la mano destra regge il bastone fiorito, simbolo iconografico di predilezione all'ufficio di Sposo di Maria.

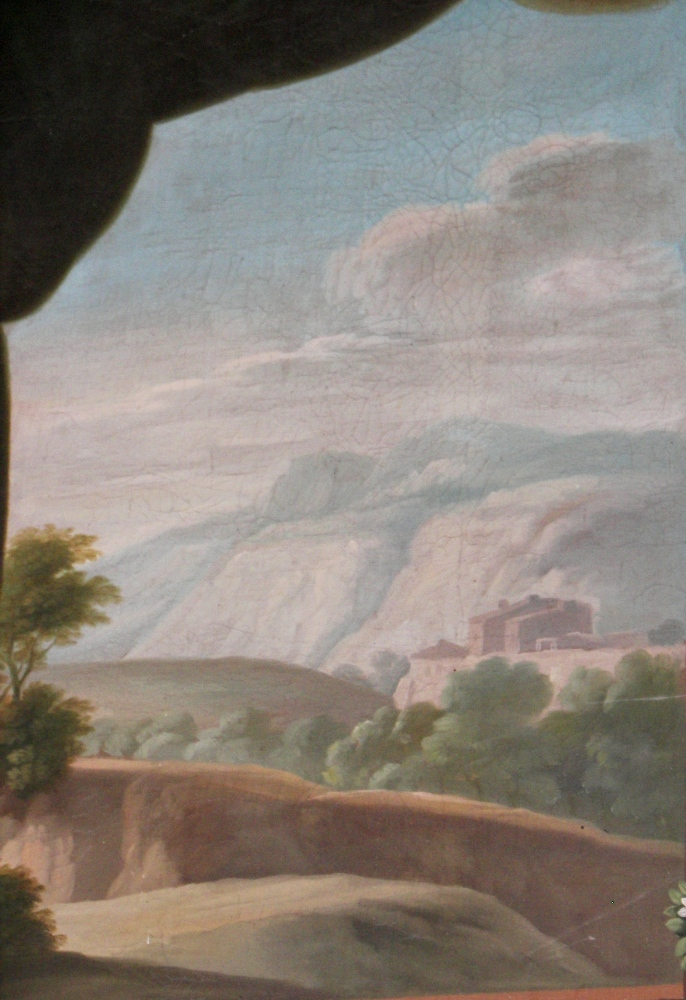
Particolare

La calda luce, "piovendo" dall'alto illumina i personaggi, e da questo spiraglio di Paradiso si affacciano oranti e ammiranti due angeli, conferendo sacra dignità alla scena domestica.
L'ambiente avvalora e accresce la duplice natura che caratterizza i personaggi, disposti all'interno di una grande sala, che è insieme dimora e tempio, per consacrare la funzione della famiglia cristiana, prima chiesa domestica. Attorno al grande tavolo al centro della sala, coperto da un velluto verde, sono disposti i membri della Famiglia. Come i fedeli si riuniscono intorno alla Mensa del Signore, la famiglia si riunisce attorno al desco domestico, luogo che per antonomasia è il ritrovo della famiglia unita, per consumare il cibo che la Provvidenza elargisce. Sulla tavola, il florido giglio, che si erge eretto e svettante da un'anfora dalle eleganti forme classiche, rappresenta la purezza e la giustizia, virtù di cui la Famiglia di Nazareth è specchio per tutte le case cristiane. La parete aperta sulla sinistra, lascia spaziare la vista su un paesaggio etneo, rendendo così i personaggi vicini e conterranei del fedele che a loro si rivolge.